# 雲比達
馬高斯·安德烈·巴迪斯達·杜斯·山度士（葡萄牙語：Marcos André Batista dos Santos，1974年3月13日—），綽號雲比達（Vampeta），巴西足球運動員，司職中場。
他從1998年到2002年代表國家隊，贏得了1999年美洲杯和2002年世界杯。
他的綽號來自“Vampiro”（葡萄牙語中的吸血鬼）和“Capeta”（葡萄牙語中的魔鬼）的融合。

## 足球生涯
雲比達在薩爾瓦多球會維多利亞開始他的職業生涯，後來出國加盟燕豪芬，1994年夏天與朗拿度一起加盟。經過艱難的第一個賽季他被借到富明尼斯，然後他回到荷蘭後5年在1997年贏得第一個冠軍。
他的良好表現使他在燕豪芬被國家隊徵召。雲比達在2000年夏天加盟國際米蘭，再度與朗拿度一起踢球。不過他未能成功爭取到第一主力位置。12月時，他說他想離開，前往里約熱內盧休假。2001年1月，雲比達作為交易條件的一部分交換斯蒂芬·達爾馬。
他在阿祖安奴與連拿度未離開前，曾是法林明高隊友。
2007年，他回到哥連泰斯，簽訂合同到本賽季結束。
他離開哥連泰斯後，2008年中期祖雲達斯與他簽約。

### 國際賽生涯
1998年9月23日，他在巴西友誼賽對南斯拉夫首度上陣。然後，他成為巴西主力的球員，出席1999年的美洲國家杯，1999年洲際國家盃和2001年洲際國家盃。他還替巴西隊奪得2002年世界杯，儘管他只是一個後備。
1999年他也是第一位巴西足球運動員裸體出現於同性戀雜誌。

## 榮譽
PSV燕豪芬
- 告魯夫盾: 1996, 1997
- 荷蘭甲組足球聯賽: 1997

哥連泰斯
- 巴西甲組足球聯賽, 1998, 1999
- 包利斯達聯賽: 1999, 2003
- 世界冠軍球會盃: 2000
- 里奧聖保羅錦標賽: 2002
- 巴西盃: 2002
- 金球獎: 1998, 1999

戈亞斯
- 戈亞斯州聯賽: 2006

巴西
- 世界盃: 2002
- 1999年南美國家盃

## 國際賽入球
第一個國際賽入球.
| # | 日期          | 場地         | 對手   | 入球 | 結果 | 性質               |
| - | ------------- | ------------ | ------ | ---- | ---- | ------------------ |
| 1 | 2000年7月26日 | 聖保羅, 巴西 | 阿根廷 | 2-0  | 3-1  | 2002年世界盃外圍賽 |

## 連結
- （意大利文） archivio.inter.it （页面存档备份，存于）
- （英文） fifaworldcup.com
- （葡萄牙文） Brazilian FA Database[永久]
- （英文） sambafoot
- （葡萄牙文） zerozero.pt
- （葡萄牙文） placar[永久]